# Craspeduchus xanthostaurus
Craspeduchus xanthostaurus är en insektsart som först beskrevs av Herrich-schaeffer 1847.  Craspeduchus xanthostaurus ingår i släktet Craspeduchus och familjen fröskinnbaggar. Inga underarter finns listade i Catalogue of Life.